# Axel Zettersten
Axel Ludvig Zettersten, född den 6 juni 1839 i Husby-Rekarne socken, Södermanland, död den 27 november 1909 i Stockholm, var en svensk ämbetsman och historiker. Han var far till Artur och Louis Zettersten.

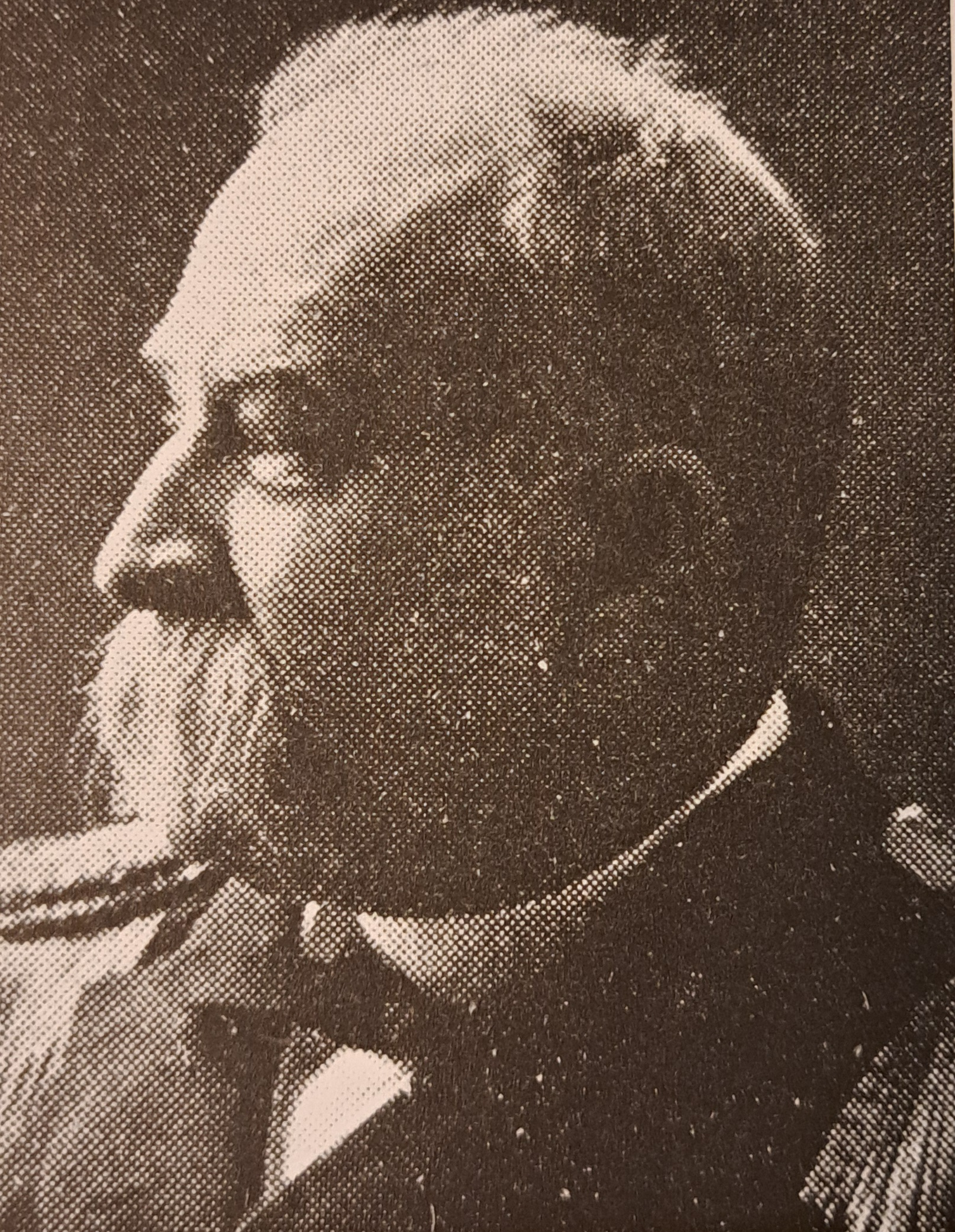
Axel Zettersten (1839-1909)

Zettersten blev 1857 student vid Uppsala universitet och avlade 1860 kameralexamen där. Han antogs 1861 till tjänsteman i Förvaltningen av sjöärendena samt blev 1875 kamrer och 1886 intendent vid Flottans station i Stockholm. År 1903 blev Zettersten marinintendent av första graden i marinintendenturkåren och 1904 förste marinintendent i flottan. Efter hans plan ordnades Flottans arkiv, och huvudsakligen med stöd av dess handlingar utarbetade han Svenska flottans historia i två band, som omfattar tiden 1522–1680. Zettersten var ledamot av Örlogsmannasällskapet (1890), Krigsvetenskapsakademien (1904) och Samfundet för utgivande av handskrifter rörande Skandinaviens historia (1905). Han blev riddare av Vasaorden 1878 och av Nordstjärneorden 1895. Zettersten vilar på Galärvarvskyrkogården.